# 35. Tony-gála
A 35. Tony-gála az 1980/1981-es szezon legjobb Broadway színházi alakításait értékelte. A díjátadót 1981. június 7-én tartották a New York-i Mark Hellinger Theatreben, a műsor házigazdái Ellen Burstyn és Richard Chamberlain voltak. A gálát az CBS televízióadó közvetítette élőben.

## Győztesek és jelöltek
A nyertesek félkövérrel jelölve.
| Legjobb színdarab | Legjobb musical |
| --- | --- |
| - Amadeus – Peter Shaffer - A Lesson from Aloes – Athol Fugard - A Life – Hugh Leonard - Fifth of July – Lanford Wilson | - 42nd Street - Sophisticated Ladies - Tintypes - Az év asszonya |
| Legjobb színdarab újra a színpadon | Legjobb szövegkönyv musicalben |
| - A Penzance kalózai - Brigadoon - Camelot - A kis rókák | - Peter Stone – Az év asszonya - Michael Stewart, Mark Bramble – 42nd Street - Monty Norman, Julian More – Songbook - Mary Kyte – Tintypes                                                    |
| Legjobb férfi főszereplő színdarabban | Legjobb női főszereplő színdarabban |
| - Ian McKellen – Amadeus (Antonio Salieri) - Tim Curry – Amadeus (Wolfgang Amadeus Mozart) - Roy Dotrice – A Life (Drumm) - Jack Weston – Lebegő fénybuborék (Jerry Wexler)                                                                       | - Jane Lapotaire – Piaf (Édith Piaf) - Glenda Jackson – Rose (Rose) - Eva Le Gallienne – To Grandmother's House We Go (Grandie) - Elizabeth Taylor – A kis rókák (Regina Giddens)             |
| Legjobb férfi főszereplő musicalben | Legjobb női főszereplő musicalben |
| - Kevin Kline – A Penzance kalózai (A kalózkirály) - Gregory Hines – Sophisticated Ladies (Előadó) - George Rose – A Penzance kalózai (A vezérőrnagy) - Martin Vidnovic – Brigadoon (Tommy Albright)                                              | - Lauren Bacall – Az év asszonya (Tess Harding) - Meg Bussert – Brigadoon (Fiona MacLaren) - Chita Rivera – Bring Back Birdie (Rosie Alvarez) - Linda Ronstadt – A Penzance kalózai (Mabel)   |
| Legjobb férfi mellékszereplő színdarabban | Legjobb női mellékszereplő színdarabban |
| - Brian Backer – Lebegő fénybuborék (Paul Pollack) - Tom Aldredge – A kis rókák (Horace Giddens) - Adam Redfield – A Life (Desmond) - Shepperd Strudwick – To Grandmother's House We Go (Jared)                                                   | - Swoosie Kurtz – Fifth of July (Gwen Landis) - Maureen Stapleton – A kis rókák (Birdie Hubbard) - Jessica Tandy – Rose (Az anya) - Zoë Wanamaker – Piaf (Toine)                              |
| Legjobb férfi mellékszereplő musicalben | Legjobb női mellékszereplő musicalben |
| - Hinton Battle – Sophisticated Ladies (További szereplők) - Tony Azito – A Penzance kalózai (A rendőrőrmester) - Lee Roy Reams – 42nd Street (Billy Lawlor) - Paxton Whitehead – Camelot (Pellinore)                                             | - Marilyn Cooper – Az év asszonya (Jan Donovan) - Phyllis Hyman – Sophisticated Ladies (További szereplők) - Wanda Richert – 42nd Street (Peggy Sawyer) - Lynne Thigpen – Tintypes (Sussanah) |
| Legjobb eredeti zene | Legjobb koreográfia |
| - Az év asszonya – John Kander (zene), Fred Ebb (dalszöveg) - Virágot Algernonnak – Charles Strouse (zene), David Rogers (dalszöveg) - Copperfield – Al Kasha, Joel Hirschhorn (zene és dalszöveg) - Shakespeare's Cabaret – Lance Mulcahy (zene) | - Gower Champion – 42nd Street - Graciela Daniele – A Penzance kalózai - Henry LeTang, Donald McKayle, Michael Smuin – Sophisticated Ladies - Roland Petit – Kánkán                           |
| Legjobb színdarabrendező | Legjobb musicalrendező |
| - Peter Hall – Amadeus - Peter Coe – A Life - Marshall W. Mason – Fifth of July - Austin Pendleton – A kis rókák | - Wilford Leach – A Penzance kalózai - Gower Champion – 42nd Street - Robert Moore – Az év asszonya - Michael Smuin – Sophisticated Ladies                                                    |
| Legjobb díszlettervezés | Legjobb jelmeztervezés |
| - John Bury – Amadeus - John Lee Beatty – Fifth of July - Santo Loquasto – Az öngyilkos - David Mitchell – Kánkán | - Willa Kim – Sophisticated Ladies - Theoni V. Aldredge – 42nd Street - John Bury – Amadeus - Franca Squarciapino – Kánkán                                                                    |
| Legjobb látványtervezés | |
| - John Bury – Amadeus - Tharon Musser – 42nd Street - Dennis Parichy – Fifth of July - Jennifer Tipton – Sophisticated Ladies | |

### Különdíjak
- A legjobb körzeti színház: Trinity Square Repertory Company, Providence, Rhode Island
- Lena Horne (Lena Horne: The Lady and Her Music)

## Előadott számok
- Tánckar ("What I Did For Love" - Priscilla Lopez)
- Ne rosszalkodj! ("Honeysuckle Rose" - Nell Carter)
- Annie ("Tomorrow" - Andrea McArdle)
- Evita ("Buenos Aires" - Patti LuPone)
- 42nd Street ("Lullaby of Broadway" - Jerry Orbach)
- Lena Horne: The Lady and Her Music ("If You Believe" - Lena Horne)
- Piaf ("La Vie en Rose" - Jane Lapotaire)
- Sophisticated Ladies ("Rockin' in Rhythm")
- Sweeney Todd ("By The Sea" - Angela Lansbury)
- Tintypes ("It's Delightful to be Married"/"Fifty-Fifty")
- Az év asszonya ("One of the Boys" - Lauren Bacall)

## Műsorvezetők
A gálán az alábbi műsorvezetők működtek közre:
- Jane Alexander
- Lucie Arnaz
- Beatrice Arthur
- Lauren Bacall
- Zoe Caldwell
- Diahann Carroll
- Nell Carter
- Colleen Dewhurst
- José Ferrer
- Phyllis Frelich
- Julie Harris
- Helen Hayes
- Celeste Holm
- Lena Horne
- Judith Jamison
- Marjorie Bradley Kellogg
- Angela Lansbury
- Jane Lapotaire
- Michael Learned
- Priscilla Lopez
- Patti LuPone
- Andrea McArdle
- Carolyn Mignini
- Ann Miller
- Tharon Musser
- Patricia Neal
- Carole Bayer Sager
- Ntozake Shange
- Meryl Streep
- Elizabeth Taylor
- Lynne Thigpen
- Mary Catherine Wright
- Patricia Zipprodt
- José Ferrer
- Robert Goulet
- Robert Klein
- Jack Klugman
- Peter Nero
- Tony Randall
- Christopher Reeve
- Jason Robards
- Tony Roberts
- Richard Thomas
- Ben Vereen
- Billy Dee Williams

## Fordítás
- Ez a szócikk részben vagy egészben  a(z)   35th Tony Awards című angol Wikipédia-szócikk fordításán alapul.  Az eredeti cikk szerkesztőit annak laptörténete sorolja fel. Ez a jelzés csupán a megfogalmazás eredetét és a szerzői jogokat jelzi, nem szolgál a cikkben szereplő információk forrásmegjelöléseként.